# (33133) 1998 CF4
1998 CF4 (asteroide 33133) é um asteroide da cintura principal. Possui uma excentricidade de 0.15233600 e uma inclinação de 4.20459º.
Este asteroide foi descoberto no dia 6 de fevereiro de 1998 por Eric Walter Elst em La Silla.